# عدن صبرة (العدين)

تعديل مصدري - تعديل

عدن صبرة محلة تابعة لقرية الجمجام، التابعة لعزلة جبل بحري بمديرية العدين إحدى مديريات محافظة إب في الجمهورية اليمنية.، بلغ تعداد سكانها 26 حسب تعداد اليمن لعام 2004.